# Otto Simonson
Otto Jakob Simonson (* 23. März 1829 in Dresden; † 22. Mai 1914 in Riga) war ein deutscher Architekt.

## Leben
Der Schüler Gottfried Sempers studierte an der Königlichen Akademie der bildenden Künste zu Dresden. Er baute 1853/1854 die Große Gemeindesynagoge in Leipzig. 1854 ging er nach Sankt Petersburg, wo er u. a. den Speisesaal des Schuwalow-Palasts (seit 2013 Fabergé-Museum, Fontanka-Uferpromenade 21) in einer neogotischen Holzarchitektur umbaute. In Sankt Petersburg heiratete Simonson die Lettin Maria Lacarius (~1840–1898).
1856 wurde er von der russischen Statthalterschaft nach Tiflis berufen, wo er mit der Ausführung öffentlicher Bauten betraut war und 1858 zum Generalarchitekten ernannt wurde. In Tiflis errichtete bzw. erweiterte Simonson den Palast des Vizekönigs (heute Jugendpalast, Rustawelis Gamsiri 6) und das Klassische Gymnasium (Rustawelis Gamsiri 10). Zusammen mit dem deutschen Landschaftsarchitekten Heinrich Scharrer gestaltete er den Alexandergarten (heute Park des 9. April).
Simonson wurde in die Kaiserliche Kunstakademie in Sankt Petersburg aufgenommen und arbeitete bis 1862 als Architekt. 1904 zog er nach Riga, um seine verwitwete Tochter Olga (1862–1918) finanziell zu unterstützen. In dieser Zeit unternahm er eine Reise nach Ägypten, Griechenland und Italien, um die dortige Architektur kennenzulernen.

## Schriften
- Der Neue Tempel in Leipzig. Entworfen und ausgeführt von Otto Simonson. Riegel, Berlin 1858.